# إدوارد جونسون فيلبس
إدوارد جونسون فيلبس (بالإنجليزية: Edward Johnson Phelps)‏ هو صحفي أمريكي، ولد في 18 أبريل 1863، وتوفي في 9 أغسطس 1938.